# اورستس
اورستس (به یونانی: Ὀρέστης)، در اسطوره‌های یونان، پسر آگاممنون و کلوتایمنسترا است.
پس از آن‌که پدرش آگاممنون به دست مادرش کشته شد، الکترا او را پنهان کرد و به جایی دیگر فرستاد تا کشته نشود. وقتی بزرگ شد بازگشت و مادر و معشوق وی را که در قتل پدرش نقش داشت، کشت. مدت‌ها توسط الاهگان انتقام تحت تعقیب بود تا آن‌که در دادگاهی که به فرمان آپولون برگزار شد، محاکمه و تبرئه گشت. به آرگوس بازگشت و به پادشاهی رسید.